# Cahiers de sociologie économique et culturelle
Les Cahiers de sociologie économique et culturelle, sous titré Ethnopsychologie, sont une revue scientifique internationale francophone de sciences sociales publiée à un rythme semestriel depuis 1984, par l’Institut de sociologie économique et culturelle du Havre.
Ils succèdent aux deux publications antérieures de cet Institut fondé en 1938 par Abel Miroglio, la Revue de psychologie des peuples, et Ethnopsychologie.
La revue est actuellement diffusées à près de 200 exemplaires dont 150 auprès d’institutions scientifiques et de centres de documentation en sciences humaines et sociales en France et dans 32 autres pays du monde. 
Ils sont référencés par l’INIST-CNRS et par Sociological Abstracts de Cambridge Information Group.

## Thématique de publication
Dans les années 1950, les deux revues à l'origine de Cahiers de sociologie économique et culturelle trois orientations de recherche furent prioritaires : le Tiers-Monde, la vie maritime et portuaire, les problèmes urbains. Aujourd'hui, l'institut s'engage dans le renouveau de la sociologie économique. La revue spécialisée en recherches qualitatives concerne tout particulièrement les dimensions économiques et/ou culturelles des rencontres entre les peuples, les nations, les groupes et les cultures, relations interculturelles, circulation internationale des personnes, tourisme, mobilités et migrations, racisme et discriminations, traductions et transferts ; la place de ces thèmes dans l’éducation et la formation; les dimensions culturelles (au sens anthropologique) des activités économiques (travail, entreprise, échanges, consommation, monnaie…) et du développement; et les dimensions économiques de la création, des pratiques et des institutions culturelles (artistiques, littéraires, scientifiques…) ; mondialisation de la culture ; mise en récit, en spectacle, en marché, des créations et pratiques culturelles.

## Comité scientifique (ancien et actuel)
David Anderson, professeur émérite, Université de Dundee.
Philippe Claret, MCF HDR émérite, droit public et science politique, Institut de Recherche Montesquieu, Université de Bordeaux.
Jean-Luc Dubois, économiste, directeur de recherches et d’enseignement à l’IRD, directeur de l’UMI Résiliences (IRD-CIRES).
Andrée Kartchevsky, professeur émérite d’économie, laboratoire Ladyss, Université de Reims.
François-Régis Mahieu, professeur émérite d‘économie, Université Saint-Quentin-en-Yvelines, IRD, président du Fonds pour la Recherche en Ethique de l’Economie.
Abdou Salam Fall, professeur, sociologue, Directeur du Laboratoire de Recherche sur les Transformations Economiques et Sociales (LARTES-Institut Fondamental d’Afrique Noire Cheikh Anta Diop), Dakar.
Mahamet Timéra, professeur de sociologie, Université Paris V Denis Diderot

## Comité de rédaction de la revue
Nada Afiouni, MCF, civilisation britannique contemporaine, laboratoire GRIC, Université du Havre.
Jérôme Ballet, MCF HDR, économiste, laboratoire GRETha, Université de Bordeaux.
Bruno Boidin, professeur d’économie, Centre lillois d’études et de recherches sociologiques et économiques, Faculté des sciences économiques et sociales / Institut des sciences économiques et du management  Université Lille I.
Thierry Dezalay, MCF, sociologue, Université du Havre.
Patrick Gravé, MCF, sociologue, laboratoire CIRNEF, Université du Havre.
Albert Gueissaz, professeur des universités, sociologue, membre associé du laboratoire CNRS IDEES- Le Havre,
Arnaud Le Marchand, MCF HDR, économiste, Université du Havre, laboratoire CNRS IDEES- Le Havre, Université du Havre, rédacteur en chef des Cahiers de sociologie économique et culturelle.
Jonas Pigeon, Docteur en aménagement de l’espace, chargé de recherche, ENGIE Lab CRIGEN, secrétaire de rédaction des cahiers de sociologie économique et culturelle.
Thierry Suchère, MCF, économiste, laboratoire EDEHN, Université du Havre, rédacteur en chef des Cahiers de sociologie économique et culturelle.
André Suchet, MCF HDR, géographie et sociologie du sport, Laboratoire LACES, Université de Bordeaux, Président de l’institut de sociologie économique et culturelle.
Sylvain Zeghni, MCF HDR, économiste, laboratoire LVMT, Université Paris Est Marne-la-Vallée.